# Балагурак Дмитро Васильович
Балагурак Дмитро Васильович (псевдо: «Скоба», «А-32»; травень 1924, Москалівка, Косівський район, Івано-Франківська область — 8 квітня 1953, Київ) — лицар Бронзового хреста бойової заслуги УПА.

## Життєпис
Забраний до німецької армії, пройшов військовий вишкіл, вахман (03.1943-01.1944). Приїхав додому у відпустку після поранення.
В УПА з червня 1944 р. Ройовий сотні «Недобитого» групи «Гуцульщина» (1944), чотовий сотні ім. Богуна куреня «Гайдамаки» ТВ 21 «Гуцульщина» (1945—1948). У травні 1949 р. переведений в СБ. Субреферент СБ (05.-07.1949), а відтак референт СБ (07.1949-1950) Косівського надрайонного проводу ОУН. Усунений з посади через хворобу та деякий час перебував без призначення.
Член Косівського надрайонного проводу ОУН (1951-06.1952). 15 червня 1952 року захоплений у полон опергрупою відділу 2-Н УМДБ біля с. Шешори Косівського р-ну. 17.01.1953 р. Військовою колегією Верховного суду СРСР засуджений до ВМП — розстрілу. Страчений у Лук'янівській в'язниці.
Булавний (?), старший булавний (22.01.1946), хорунжий (14.10.1947) УПА.

## Нагороди
Згідно з Наказом військового штабу воєнної округи 4 «Говерля» ч. 3/47 від 31.08.1947 р. старший булавний УПА, чотовий сотні УПА ім. Богуна куреня «Гайдамаки» Дмитро Балагурак — «Скоба» нагороджений Бронзовим хрестом бойової заслуги УПА.

## Вшанування пам'яті
23.05.2018 р. від імені Координаційної ради з вшанування пам'яті нагороджених Лицарів ОУН і УПА у м. Косів Івано-Франківської обл. Бронзовий хрест бойової заслуги УПА (№ 064) переданий Миколі Балагураку, племміннику Дмитра Балагурака — «Скоби».